# Manuela Pizzo
Manuela Pizzo (nascida em 13 de novembro de 1991) é uma handebolista argentina. Integrou a seleção argentina feminina que ficou na décima segunda posição nos Jogos Olímpicos de Verão de 2016 no Rio de Janeiro. Atua como lateral esquerda e joga pelo clube Estudiantes. Foi medalha de prata nos jogos Pan-Americanos de 2011 e 2015, além de prata no Campeonato Pan-Americano de Handebol Feminino de 2015.